# У (слово ћирилице)
Слово У је двадесет и четврто слово српске ћирилице.